# Yvette Mimieux
Yvette Mimieux   (Hollywood, 8 de gener de 1942 - Los Angeles, 17 de gener de 2022) va ser una actriu estatunidenca.

## Carrera
Nascuda a Los Angeles, de pare francès i mare mexicana. El 1960, Mimieux va aparèixer en la pel·lícula Where the Boys Are, i en la versió cinematogràfica del clàssic de H. G. Wells, The Time Machine, interpretant el personatge de Weena. Va actuar també en Els quatre genets de l'apocalipsi (1962), amb Glenn Ford, The Light in the Piazza (1962), amb Olivia de Havilland, Diamond Head (1963), amb Charlton Heston, Dark of the Sun (1968), Skyjacked (1972), amb Charlton Heston.
El 1965 i 1971 va ser nominada als premis Globus d'Or pels seus treballs en la sèrie Dr. Kildare i pel film The Most Deadly Game (1970).
En les dècades del 1970 i 1980, va tenir aparicions en films per a la televisió, i la seva última actuació va ser en Lady Boss (1992).

## Vida personal
Mimieux es va retirar el 1992. Posteriorment, va treballar com a antropòloga i inversora. Va estar casada amb el director cinematogràfic Stanley Donen des del 1972 fins al seu divorci, el 1985. El 1986, Mimieux es va casar amb Howard F. Ruby, president i fundador d'Oakwood Worldwide. No va tenir fills.
Més recentment, va ser acusada de devastar el mangle en la Reserva de la Biosfera Sian Ca'an, en l'estat de Quintana Roo (Mèxic), amb la finalitat de construir molls de fusta, segons un informe del 10 d'octubre del 2011.

## Filmografia
Filmografia:
- 1960: Where the Boys Are
- 1960: La màquina del temps

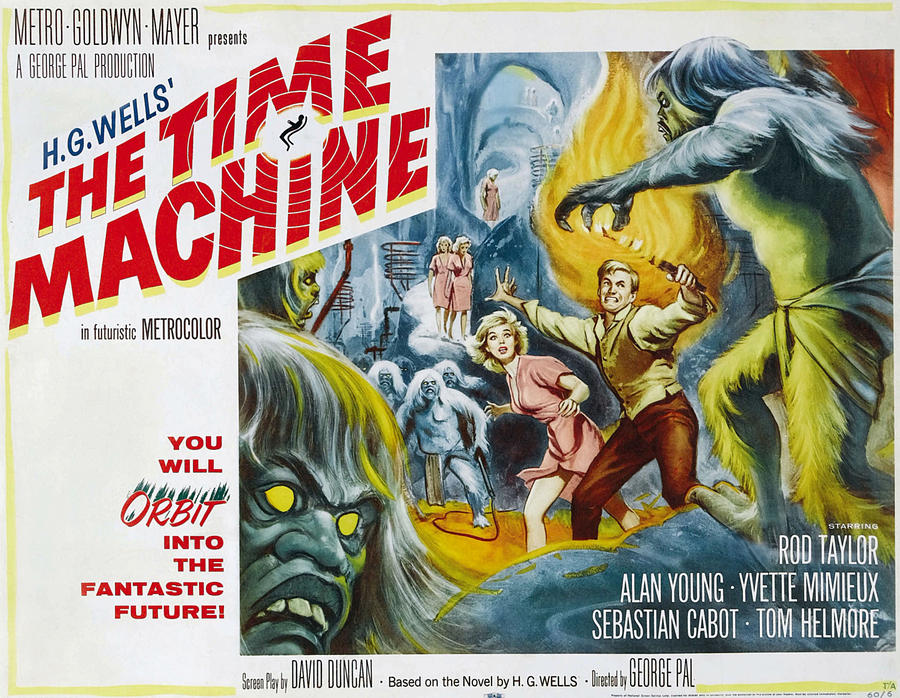
Yvette Mimieux i Rod Taylor representats en un cartell de Reynold Brown per a la pel·lícula de 1960 The Time Machine.

- 1962: Els quatre genets de l'apocalipsi
- 1962: The Light in the Piazza
- 1962: El meravellós món dels germans Grimm (The Wonderful World of the Brothers Grimm)
- 1963: El senyor de Hawaii (Diamond Head)
- 1963: Joguines a les golfes (Toys in the Attic)
- 1964: Looking for Love
- 1965: Joy in the Morning
- 1965: The Reward
- 1967: Monkeys, Go Home!
- 1967: The Caper of the Golden Bulls
- 1968: Three in the Attic
- 1968: Dark of the Sun
- 1969: The Picasso Summer
- 1970: The Delta Factor
- 1972: Alarma: vol 502 segrestat (Skyjacked)
- 1973: The Neptune Factor
- 1975: Journey Into Fear
- 1976: La presó del comtat de Jackson (Jackson County Jail)
- 1979: The Black Hole
- 1981: Circle of Power

### Telefilms
- 1982: Forbidden Love
- 1983: Night Partners
- 1986: The Fifth Missile
- 1990: Perry Mason: The Case of the Desperate Deception
- 1992: Lady Boss